# Gallicolumba kubaryi
Gallicolumba kubaryi là một loài chim trong họ Columbidae.